# Pakkal
Pakkal est une série de romans d'aventures pour adolescents inspirée de l'histoire du roi Pacal II, écrite par Maxime Roussy et publiée aux éditions des Intouchables de la tome 1 à 8 et le reste des tomes sont publiés par  les éditions Marée Haute. 

## Les tomes
1. Les larmes de Zipacnà
2. À la recherche de l'arbre cosmique
3. La cité assiégée
4. Le village des ombres
5. La revanche de Xibalbà
6. Les guerriers célestes
7. Le secret de Tuzumab
8. Le soleil bleu
9. Il faut sauver l'arbre cosmique
10. Le mariage de la princesse Laya
11. La colère de Boox
12. Le fils du Bouclier

Hors-séries
- Le Codex de Pakkal
- Le Deuxième codex de Pakkal

## Synopsis
Ce texte est tiré du livre.
En 1946, un homme à la recherche de terres à cultiver au Chiapas, une région située dans le sud du Mexique, tombe par hasard sur des constructions de pierre érigées au milieu de nulle part. Même si la jungle a littéralement pris possession des lieux, l’état de préservation des habitations est remarquable. Cet endroit se nomme Palenque. Il s’agit d’un site maya à l’architecture très impressionnante, notamment en raison de la présence du temple des Inscriptions, qui comporte six cent dix-sept blocs ornés de glyphes séparés en trois panneaux. C’est la plus longue inscription maya connue.
Les efforts scientifiques déployés ne sont pas vains : on y découvre une tombe sur laquelle repose une énorme dalle sculptée représentant le cosmos et un roi maya tombant entre les mâchoires d’un monstre. Plus tard, on apprendra que ce roi est mort à l’âge vénérable de quatre-vingts ans (alors que l’espérance de vie était à l’époque d’une quarantaine d’années), qu’il avait accédé au trône très jeune et que le temple des Inscriptions, ce bijou d’architecture, est un monument funéraire qui a été érigé en son honneur. Mais qu’avait-il donc accompli pour mériter un tel hommage?
L’histoire de Pakkal est celle d’un garçon qui, malgré de nombreuses embûches, deviendra l’un des souverains les plus admirés et prodigieux que la terre ait jamais porté. Pour la première fois, le voile est levé sur la longue et périlleuse route qu’il a dû parcourir avant de pouvoir accéder au trône.
L’histoire de Pakkal, roi de Palenque, débute en l'an 615 de notre ère.

## Personnages
- Pakkal (K'inich Janaab Pakkal)
- Ah Puch (Dieu de la mort)
- Kalinox
- Laya
- Pak'Zil
- Buluc Chabtan
- Xantac (Maitre de Pakkal)
- Reine Zak-Kuk (mère de Pakkal)
- Troxik, un des seigneurs de la mort
- Hunahpù (Dieu du jour)
- Selekzin
- Zine'Kwan
- Frutok
- Siktok, le littereux
- Ohl Mat (Grand-Pere de Pakkal)
- Cama Zotz
- Chini'k Nabaaj (Hunab ku de Pakkal)
- Serpent Boucle
- Katan
- Zenkà
- Tuzumab
- Zipacnà (Dieu des montagnes + Frere de Cabracàn)
- Cabracàn (Dieu des tremblements de terres + Frere de Zipacnà)
- Vucub-Caquiz
- Yaloum
- Kinam
- Nalik
- Neliam
- Takel, la chef des jaguars